# Lijst van spelers van Indiana Pacers
Dit is een lijst van (voormalige) basketballers voor de Indiana Pacers.

## A
- Tom Abernethy (1980-1981)
- Jerome Allen (1996-1997)
- Lavoy Allen (2015-2017)
- Lou Amundson (2011-2012)
- Jerome Anderson (1976-1977)
- Justin Anderson (2022)
- Kenny Anderson (2003-2004)
- Ron Anderson (1985-1988)

## B
- Tony Bradley (2025–heden)
- Damone Brown (2005)
- Kendall Brown (2022-2024)
- Roger Brown (1967-1974)
- Thomas Bryant (2024-heden)

## C
- Omar Cook (2003)

## D
- Mel Daniels (1969-1974)
- Rayj Dennis (2025-heden)

## E
- Kenton Edelin (1985)
- Charles Edge (1974-1975)
- James Edwards (1977-1981)
- Len Elmore (1974-1979)

## F
- Enrique Freeman (2024-heden)
- Johnny Furphy (2024-heden)

## G
- Travis Grant (1976)
- Gerald Green (2012-2013)

## H
- Tyrese Haliburton (2022-heden)

## J
- Isaiah Jackson (2021-heden)
- Quenton Jackson (2024-heden)
- James Johnson (2022-heden)

## K
- Billy Keller (1969-1976)
- Greg Kelser (1985)

## L
- Bo Lamar (1975-1976)
- T. J. Leaf (2017-2020)

## M
- Bennedict Mathurin (2022-heden)
- T.J. McConnell (2019-heden)
- George McGinnis (1971-1975, 1980-1981)
- Reggie Miller (1987-2005)
- Chris Mullin (1997-2000)

## N
- Andrew Nembhard (2022-heden)
- Aaron Nesmith (2022-heden)
- Tristen Newton (2024-heden)

## O
- Jermaine O'Neal (2000-2008)
- Kyle O'Quinn (2018-2019)
- Jahlil Okafor (2005)
- Victor Oladipo (2017-2021)
- Jawann Oldham (1991)
- Kevin Ollie (2002)
- Louis Orr (1980-1982)

## P
- Gerald Paddio (1994)
- Metta World Peace (2002-2006)
- George Peeples (1967-1969 en 1972-1973)

## Q
- Trevelin Queen (2022-2023)

## R
- Jimmy Rayl (1967-1969)
- Craig Raymond (1972-1973)
- Davon Reed (2018-2019)
- Clint Richardson (1985-1987)

## S
- Ben Sheppard (2023-heden)
- Pascal Siakam (2024-heden)
- Rik Smits (1988-2000)

## T
- Obi Toppin (2023-heden)
- Myles Turner (2015-2025)

## V
- Peter Verhoeve (1986-1987)

## W
- Jarace Walker (2023-heden)
- James Wiseman (2024-2025, 2025–heden)

## Y
- Joe Young (2015-2018)
- Sam Young (2012-2013)
- Thaddeus Young (2016-2019)

## Z
- Tony Zeno (1979)